# Elecciones legislativas de Francia de 1951
Las elecciones legislativas en Francia de la segunda legislatura de la Cuarta República se desarrollaron el domingo 17 de junio de 1951.

## Resultados
| Partidos y Coaliciones | Partidos y Coaliciones                                                                       | Sigla                  | Votos      | %     | Escaños |
| ---------------------- | -------------------------------------------------------------------------------------------- | ---------------------- | ---------- | ----- | ------- |
|                        | Sección Francesa de la Internacional Obrera (Section française de l'Internationale ouvrière) | SFIO                   | 2.894.001  | 15.39 | 107     |
|                        | Centro Nacional de Independientes y Campesinos (Centre national des indépendants et paysans) | CNIP                   | 2.563.782  | 13.64 | 96      |
|                        | Movimiento Republicano Popular (Mouvement républicain populaire)                             | MRP                    | 2.369.778  | 12.60 | 95      |
|                        | Agrupación de los Republicanos de Izquierda (Rassemblement des gauches républicaines)        | RGR                    | 1.913.003  | 10.17 | 93      |
| Total "Tercera Fuerza" | Total "Tercera Fuerza"                                                                       | Total "Tercera Fuerza" | 9.740.564  | 51.80 | 388     |
|                        | Partido Comunista Francés (Parti communiste français)                                        | PCF                    | 4.939.380  | 26.27 | 103     |
|                        | Agrupación del Pueblo Francés (Rassemblement du peuple français)                             | RPF                    | 4.122.696  | 21.93 | 121     |
|                        | Total                                                                                        |                        | 18.802.640 | 100   | 625     |
| Abstención: 19.8%      |                                                                                              |                        |            |       |         |

- Datos: Q2038225